# Louis Mayer (Maler)

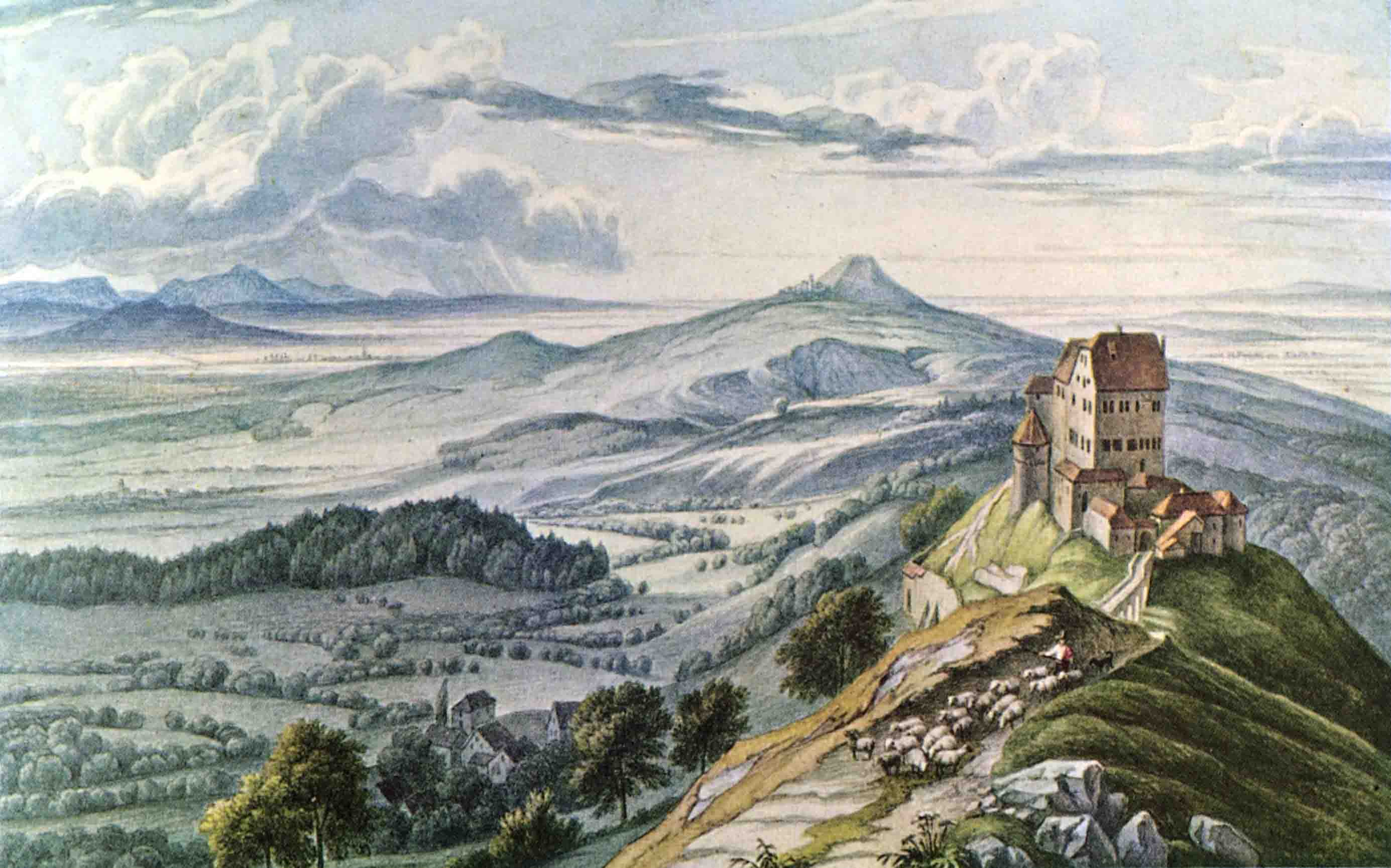
Bild der Burg Hohenrechberg von Louis Mayer (1836)

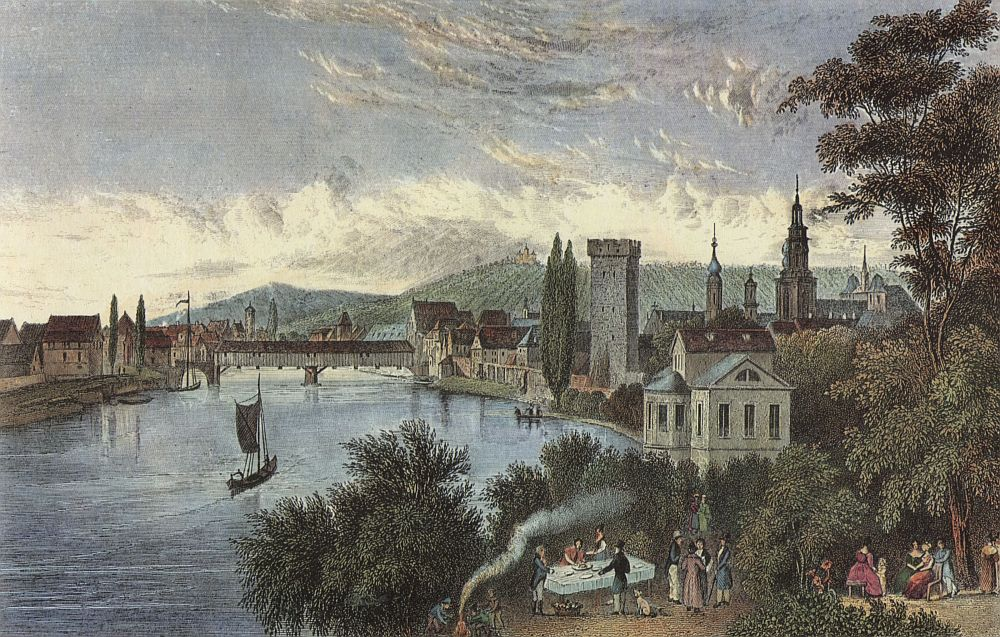
Heilbronner Neckarufer auf einem Stahlstich nach einer Zeichnung Mayers

Ludwig Hartmann „Louis“ Mayer (* 23. Mai 1791 in Bischofsheim im Kraichgau; † 18. November 1843 in Stuttgart) war deutscher Landschaftsmaler. Sein Bruder Karl Mayer (1786–1870) gehörte dem Schwäbischen Dichterkreis an.

## Leben
Ludwig „Louis“ Mayer wurde als zweiter Sohn von Friedrich Christoph Mayer (1762–1841), Amtmann der Herren von Helmstatt zu Bischofsheim geboren. Unter seinen 14 Paten war Carl Christoph von Helmstatt († 1795) aus dem protestantischen Neuen Bischofsheimer Zweig des Dürrkasteler Astes des Adelsgeschlechts Helmstatt. Zu seinen Geschwistern siehe Friedrich Christoph Mayer, Familie. Sein zweiter Vorname Hartmann ist der Geburtsname der Mutter. Er selbst nannte sich stets Louis.
Bereits der Vater soll zeichnerisches Talent gehabt haben. Nach dem Tode von dessen Dienstherrn 1795 zog die Familie 1797 zum neuen Wirkungsort des Vaters nach Heilbronn. Bruder Karl zog zu den Großeltern Hartmann nach Stuttgart und besuchte dort das Gymnasium, während Louis seine Jugend in Heilbronn verbrachte und eine Ausbildung als Kaufmann absolvierte. Der jüngere Bruder August fiel 1812 in Russland.
Trotz früher künstlerischen Neigungen war Louis Mayer zunächst etliche Jahre für Handelshäuser in Heidenheim, Stuttgart und Heilbronn tätig. Erst ab 1824 im Alter von 33 Jahren besuchte er die Stuttgarter Akademie bei Gottlob Friedrich Steinkopf. 1830 bis 1832 führten ihn Studienreisen quer durch Italien, anschließend weitere Reisen über Tirol, das Salzburger Land und die Steiermark in die Schweiz sowie durch den süddeutschen Raum, wo er jeweils Landschaftsbilder zeichnete. Seine Zeichnungen und Aquarelle sind im Stil der Romantik gehalten und stellen die Stimmung der Landschaft in den Vordergrund. Die Aquarelle dienten als Vorlage für Stahlstiche zur Illustration des Buches „Tirol und Steiermark“, 30 Bilder erschienen 1838 in dem Band Wanderungen durch Schwaben von Gustav Schwab.
Mayer unterhielt Kontakte zum Schwäbischen Dichterkreis und gehörte zum Freundeskreis um Justinus Kerner, dessen Wohnhaus in Weinsberg er ebenfalls im Bild festhielt.